# 2 Fast 2 Furious
2 Fast 2 Furious là một phim hành động năm 2003 của đạo diễn John Singleton và được viết bởi Michael Brandt và Derek Haas. Là phần tiếp theo độc lập cho The Fast and the Furious (2001), đây là phần thứ hai trong Fast & Furious nhượng quyền thương mại và các ngôi sao Paul Walker, Tyrese Gibson, Eva Mendes, Cole Hauser, Chris "Ludacris" Bridges và James Remar. 2 Fast 2 Furious theo chân Brian O'Conner (Walker) và Roman Pearce (Gibson), những người hoạt động bí mật cho Hoa Kỳ. Dịch vụ Hải quan để bắt trùm ma túy Carter Verone (Hauser) để đổi lấy việc xóa án tích của họ.

## Diễn viên
- Paul Walker trong vai Brian O'Conner, một cựu Los Angeles Cop, người đã trở thành kẻ chạy trốn sau khi để Dominic Toretto trốn thoát trong phần phim trước, người hiện đã định cư ở Miami. Anh lái chiếc Nissan Skyline GTR R34 đời 1999 và chiếc Mitsubishi Lancer Evolution VII đời 2002.
- Tyrese Gibson trong vai Roman Pearce, người bạn thời niên thiếu của Brian, người đang bị quản thúc tại gia sau thời gian ngồi tù mà anh vẫn đổ lỗi cho Brian. Anh lái chiếc Mitsubishi Eclipse Spyder GTS đời 2003.
- Eva Mendes trong vai Monica Fuentes, một nhân viên Hải quan Hoa Kỳ làm việc bí mật với tư cách là phụ tá của Carter Verone và mối tình của Brian.
- Cole Hauser trong vai Carter Verone, một trùm ma túy Người Argentina tàn nhẫn mà tổ chức của Sở Tùy chỉnh đã cử Monica và sau đó là Brian và Roman xâm nhập.
- Chris "Ludacris" Bridges trong vai Tej Parker, người dẫn chương trình cuộc đua và là bạn của Brian. Anh ta sắp xếp các giải đua đường phố có tỷ lệ cược cao trong đó Brian thường đua và giành chiến thắng.
- Devon Aoki trong vai Suki, bạn của Brian, Tej và Jimmy. Cô ấy là tay đua nữ được nêu tên duy nhất trong phim và đội của cô ấy hoàn toàn là phụ nữ. Cô ấy thường lái chiếc xe tùy chỉnh màu hồng nóng Honda S2000.
- James Remar trong vai Đặc vụ Markham, một nhân viên hải quan Hoa Kỳ phụ trách chiến dịch chống lại Verone và cấp trên của Monica.
- Thom Barry trong vai Đặc vụ Bilkins, người mà Brian gặp lần đầu trong quá trình làm việc bí mật trong bộ phim đầu tiên, người đã đến Miami để giám sát tình hình. Như trước đây, anh luôn tôn trọng kỹ năng lái xe và đua đường phố của O'Conner.
- Edward Finlay trong vai Đặc vụ Dunn, một nhân viên Hải quan Hoa Kỳ, người là số hai của Markham trong hoạt động.
- Mark Boone Junior trong vai Thám tử Whitworth, một thám tử Miami, người bị Verone buộc phải giao cho Pearce và O'Conner một cửa sổ để giao gói hàng của anh ta.
- Mo Gallini trong vai Enrique, tay sai hói của Verone.
- Roberto Sanchez trong vai Roberto, tay sai của Verone và đồng đội của Enrique.
- MC Jin trong vai Jimmy, một thợ cơ khí làm việc cho Tej và là bạn thân của Brian.
- Amaury Nolasco trong vai Orange Julius, một tay đua đường phố lái chiếc Mazda RX-7 màu cam.
- Michael Ealy trong vai Slap Jack, một tay đua đường phố lái chiếc Toyota Supra vàng.
- John Cenatiempo trong vai Korpi, một tay đua đường phố lái chiếc 1969 Chevrolet Camaro Yenko S/C.
- Eric Etebari trong vai Darden, bạn của Korpi, người lái chiếc 1970 Dodge Challenger.

Nhà sản xuất Neal H. Moritz xuất hiện khách mời trong vai cảnh sát trong một cảnh rượt đuổi.